# Herbert Spencer Barber
Pour les articles homonymes, voir Spencer et Barber.
Cet article possède un paronyme, voir Herbert Spencer (homonymie).
Herbert Spencer Barber (1882-1950) est un entomologiste américain, inventeur du piège Barber.

## Biographie
Herbert Spencer Barber est né le 12 avril 1882, à Yankton, Dakota du Sud. Son père, ingénieur civil, s'intéressait beaucoup aux sciences naturelles. Il a grandi en fréquentant des écoles publiques à Orlando, en Floride, puis a fréquenté l'école secondaire pendant deux ans à Washington DC. Au-delà de cela, il a reçu très peu d'éducation formelle, bien qu'il ait pris quelques cours du soir.
Enfant, il s'intéresse aux insectes et, en 1898, il travaille avec le Docteur Eugene Amandus Schwarz comme assistant préparateur d'insectes au Muséum américain d'histoire naturelle à Washington. Il y a travaillé jusqu'en 1902 et il est revenu de nouveau de 1904 à 1908. Pendant les années 1902 à 1904 il a étudié des insectes dans les champs de coton du sud des États-Unis, au sein du Bureau d'Entomologie du Département de l'Agriculture des États-Unis. À partir de 1908, il a travaillé comme spécialiste des coléoptères dans la Division de l'identification des insectes du Bureau d'entomologie et de quarantaine végétale du Département de l'agriculture des États-Unis. Jusqu'à la mort du Dr Schwartz en 1928, Barber a continué à travailler étroitement avec lui au Muséum américain d'histoire naturelle.
En 1913, Barber a publié deux articles sur Micromalthus debilis, un petit coléoptère xylophage. Il a découvert qu'il existe plusieurs types distincts de larves chez cette espèce et que, dans certaines conditions, les larves produiront à la fois des œufs et des larves vivantes,. Cela a depuis été confirmé par d'autres scientifiques, mais initialement cette découverte a été mise en doute par beaucoup d'entomologistes. C'était potentiellement sa plus grande découverte, qui a eu lieu seulement quinze ans après ses débuts en entomologie.
Barber était un naturaliste de renommée internationale, il était reconnu comme un spécialiste des Chrysomelidae, Bruchinae et Lampyridae et a souvent été consulté pour sa connaissance de l'ordre des coléoptères. Il a voyagé pour recueillir des insectes à travers les États-Unis, le Mexique et le Guatemala.
En tant que membre du Washington Biologists’ Field Club, Barber a passé beaucoup de temps à l'île Plummers pour étudier les scarabées avec le Dr Schwartz.
Barber est décédé le 1er juin 1950.

## Inventions célèbres
Barber est l'inventeur d'une méthode de capture éponyme utilisée à travers le monde par les entomologistes pour capturer les arthropodes terrestres, communément nommé piège Barber, ou plus rarement piège à fosse.

### Piège Barber

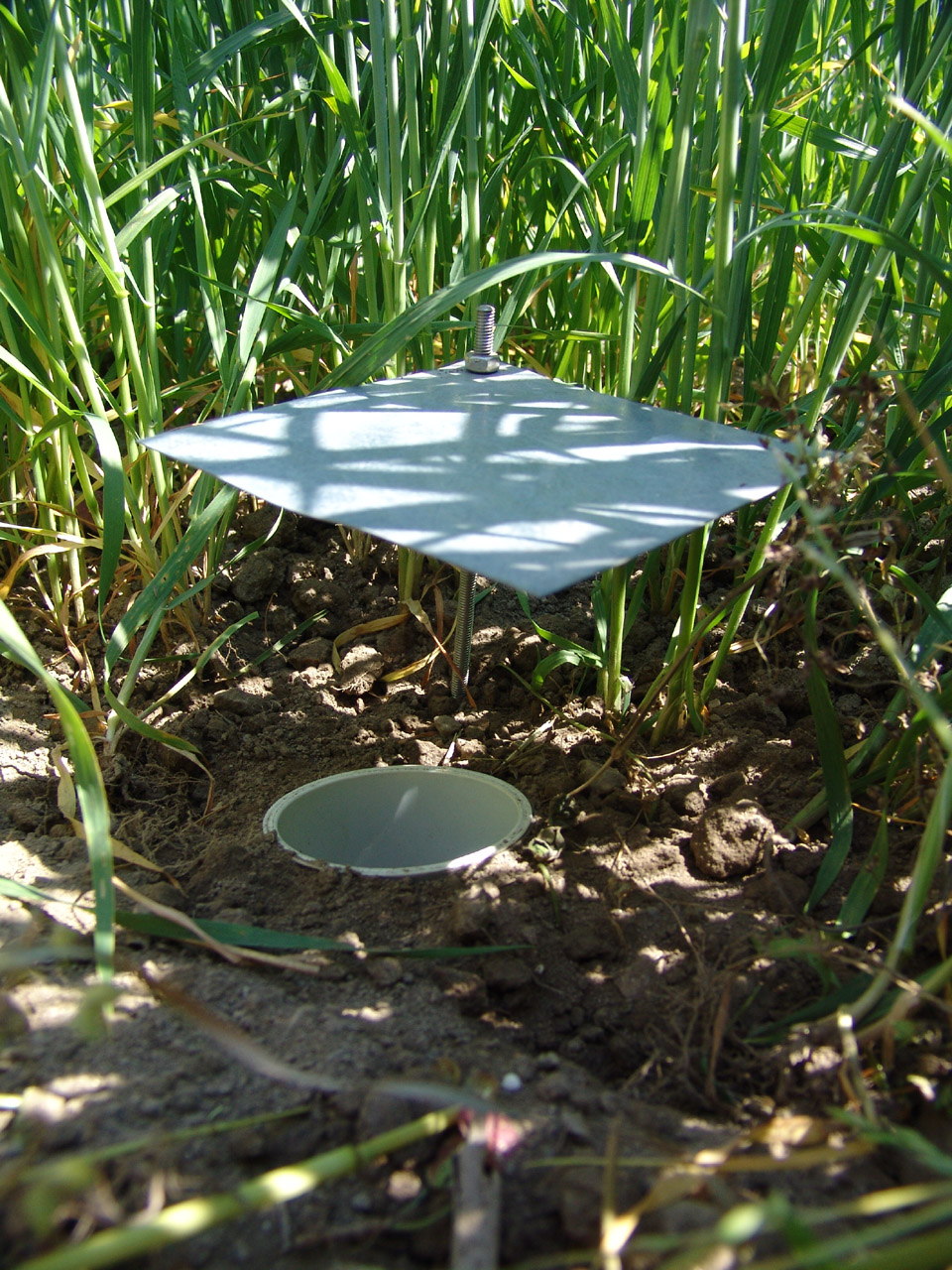
Piège Barber

Le piège Barber est le moyen de base pour la collecte des arthropodes du sol. On dispose au ras du sol deux récipients en plastique imbriqués l'un dans l'autre, ce qui permet un démoulage aisé lors de la récolte des prélèvements. On verse pour un tiers du volume un mélange d'eau saturé en sel avec un agent mouillant, tel que du liquide vaisselle. Le sel assure la conservation des prélèvements durant une semaine maximum, l'agent mouillant fait tomber les insectes directement au fond du liquide. Le piège à fosse est surmonté d'un chapeau en bois pour éviter aux feuilles mortes, aux débris végétaux et à la pluie de tomber dans le piège.
Pour une conservation plus longue, on pourra utiliser sans problème le propylène glycol à 10%, qui permet une parfaite conservation durant un mois des prélèvements. Il n'entraîne aucune raideur cadavérique et est jugé non toxique.
Éviter absolument l'utilisation du formol ou de l'éthylène-glycol. Ces deux substances sont très toxiques et le formol engendre une raideur cadavérique irréversible, même à très faible concentration (2-3 %).

## Anecdotes
Fait étonnant, son invention est citée dans de nombreux ouvrages et publications universitaires, mais il est rare de voir apparaitre ses initiales lorsque l'inventeur est cité (Barber, 1931), malgré les règles d'usage de la nomenclature scientifique (Barber, H.S., 1931).
Il est un auteur et inventeur relativement confidentiel aujourd'hui, malgré l'utilisation mondiale de son invention et de son nom. Son nom complet en toute lettres (Herbert Spencer Barber) étant rarement cité dans les publications, il est donc peu référencé sur internet et méconnu de nombre de scientifiques.

## Œuvres publiées
- The remarkable life-history of a new family (Micromalthidae) of beetles. Proceedings of the Biological Society of Washington, 26, S. 185-190, pl. 4, 1913
- Observations on the life history of Micromalthus debilis Lec. (Coleoptera). Proceedings of the Entomological Society of Washington, 15, S. 31-38, 1913
- Traps for cave-inhabiting insects. Journal of the Elisha Mitchell Scientific Society, Volume 46, S. 259-266, 1931, Disponible en ligne

## Sources
- Herbert Spencer Barber Papers 1903-1950 dans les archives de la Smithsonian Institution Archives
- Biographie en anglais